# Paul Goma

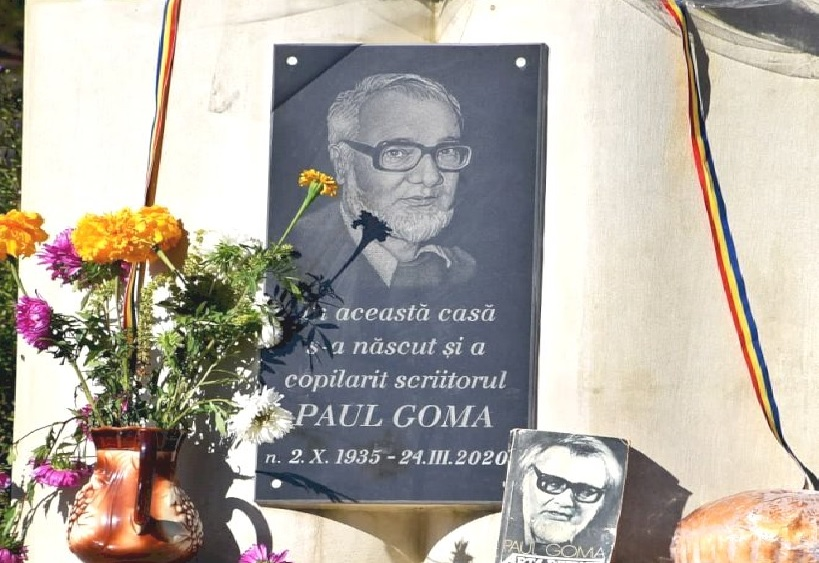
Gedenkbild Paul Goma, Mana (Orhei) 2020

Paul Goma  (* 2. Oktober 1935 in Mana, Königreich Rumänien, heute Republik Moldau; † 25. März 2020 in Paris) war ein rumänischer Schriftsteller sowie Dissident in der Volksrepublik und Sozialistischen Republik Rumänien vor der Rumänischen Revolution von 1989. Seit 1977 lebte er in Frankreich.

## Leben

### In Rumänien
Goma kam 1935 als Sohn einer rumänischen Familie in Mana im Königreich Rumänien, heute im moldawischen Rajon Orhei gelegen, auf die Welt. Seine Eltern Eufimie Goma (1909–1967) und Maria Goma (geb. Popescu, 1909–1974) waren als Lehrer in Mana tätig. Sein Bruder Petre wurde 1933 geboren, starb aber vor der Vollendung seines ersten Lebensjahres. Nach der sowjetischen Inbesitznahme Bessarabiens und der nördlichen Bukowina 1940 wurde Gomas Vater nach Sibirien deportiert. Die Familie fand Eufimie Goma im Oktober 1943 in Kriegsgefangenschaft im „Lager Nr. 1 für sowjetische Gefangene“ in Slobozia im ostrumänischen Kreis Ialomița.
Im März 1944 flüchtete die Familie nach Hermannstadt in Siebenbürgen. Aus Furcht vor unfreiwilliger Repatriierung in die Sowjetunion floh die Familie im August 1944 über den Fluss Târnava Mare nach Buia und versteckte sich von Oktober bis Dezember 1944 in den Wäldern der Gegend. Am 13. Januar 1945 wurde die Familie von rumänischen Hirten aufgegriffen, welche sie an eine Jandarmeria in Sighișoara übergaben, von wo aus sie nun an das Centrul de Repatriere (deutsch „Zentrum für Repatriierung“) überführt wurden. Es gelang Eufimie Goma dort Dokumente für seine Familie zu fälschen, mit denen sie im Juni 1945 nach Buia zurückkehren konnten. Die Familie gehörte der Rumänisch-Orthodoxen Kirche an.
Im Mai 1952 wurde Paul Goma, damals Schüler der 10. Klasse der Gheorghe-Lazar-Schule in Sibiu, durch die Securitate für acht Tage festgenommen. Ihm wurden das Sympathisieren mit dem rumänischen antikommunistischen Widerstand sowie das Führen eines kodierten Tagebuches zur Last gelegt. Im September und Oktober desselben Jahres wurde er von allen Schulen Rumäniens ausgeschlossen. Nach einigen erfolglosen Versuchen zur Wiederzulassung wurde ihm schließlich der Eintritt in die Höhere Schule Negru Vodă in Făgăraș gewährt.
1954 wurde er zum Studium an der Philosophischen Fakultät Mihai Eminescu der Universität Bukarest zugelassen. Im November 1956 war er unter den führenden Aktivisten der Bukarester Studentenbewegung, die mit dem Ungarischen Volksaufstand sympathisierten. Wegen der „dem Sozialismus feindlich eingestellten Demonstration“ wurde er von den kommunistischen Behörden für zwei Jahre in den Gefängnissen von Jilava und Gherla inhaftiert und danach in Lătești in der Bărăgan-Steppe bis 1963 unter Hausarrest gestellt.
Im September 1965 wurde ihm erlaubt, als Studienanfänger sein Studium in Bukarest wieder aufzunehmen, aber im Herbst 1967 wurde er unter dem Druck der Securitate zur Aufgabe seines Studiums gezwungen. Am 7. August 1968 heiratete Goma Ana Maria Năvodaru; ihr gemeinsamer Sohn Filip-Ieronim wurde 1975 geboren. Ende August 1968 trat Goma in die Rumänische Kommunistische Partei ein, als ein Akt der Solidarität mit der rumänischen Position zum Einmarsch von Truppen des Warschauer Paktes in die Tschechoslowakei während des Prager Frühlings (Rumänien nahm hieran nicht teil, sondern verurteilte die Invasion).
1971 wurde der Ausschluss Paul Gomas aus der Kommunistischen Partei vorgeschlagen, da er seinen Roman Ostinato in Westdeutschland publiziert hatte, nachdem eine Veröffentlichung in Rumänien durch die kommunistische Zensur untersagt worden war. Goma weigerte sich, seine Mitgliedschaft in der Partei freiwillig abzulegen.
1977 wurde Paul Gomas offener Brief, der die Einhaltung der Menschenrechte in Rumänien forderte und die Rumänen zur Unterzeichnung der Charta 77 aufrief, über den Sender Radio Free Europe verlesen. In der Folge wurde er aus dem Rumänischen Schriftstellerverband ausgeschlossen und mehrfach von der Securitate verfolgt, verhaftet und gefoltert. Am 20. November 1977 verließ Paul Goma mit seiner Familie das Land und ging ins französische Exil.

### In Frankreich
1979 beteiligte sich Paul Goma aktiv an der Gründung der Freien Gewerkschaft der Werktätigen von Rumänien, rumänisch Sindicatul Liber al Oamenilor Muncii din România (SLOMR).
Am 3. Februar 1981 erhielten Paul Goma und der frühere rumänische Innenminister Nicolae Penescu durch die Post zugestellte Pakete. Penescu fand in dem ihm zugedachten Paket ein Buch, welches nach dem Öffnen des Buchdeckels explodierte und ihn so im Gesicht und an den Händen verletzte. Goma hatte bereits zwei Morddrohungen seit seiner Ankunft in Frankreich erhalten und rief nach dem Erhalt seines Paketes die Polizei, welche den Inhalt entschärfte. Beide Pakete wurden auf Geheiß von Ilich Ramírez Sánchez (besser bekannt als Carlos, der Schakal) aufgegeben.
1982 plante die Securitate ein Attentat auf Goma. Matei Pavel Haiducu, ein Geheimagent der Securitate, wurde mit der Ausführung beauftragt. Dieser wandte sich an den zivilen Inlandsnachrichtendienst Frankreichs, die Direction de la surveillance du territoire (DST), und simulierte mit deren Hilfe in einem Restaurant einen Anschlag durch Vergiften eines für Goma bestimmten Getränks. Das Getränk wurde dann durch einen vorgeblich „tollpatschigen Gast“ verschüttet, einen Angehörigen des französischen Nachrichtendienstes.
Goma lebte in Paris als staatenloser Flüchtling, da ihm nach 1978 die Staatsbürgerschaft vom kommunistischen Regime Rumäniens aberkannt wurde. Die ihm zusammen mit dem tschechischen Schriftsteller Milan Kundera von der französischen Regierung angebotene Staatsbürgerschaft schlug er aus. Eine Eingabe vom September 2006 zur Rückerlangung der rumänischen Staatsbürgerschaft hatte keinen Erfolg.
Goma starb im März 2020 im Alter von 84 Jahren in Paris an den Folgen von COVID-19.

### Kontroversen
Einigen der von Goma nach 2005 verfassten Artikel und Aufsätze wurde antisemitischer Inhalt vorgeworfen. Goma wies diese Kritik zurück und reichte mehrere Klagen wegen Diffamierung gegen seine Beschuldiger ein. Er erklärte nachdrücklich, dass seine Ehefrau jüdischer Abstammung sei, und gab an, dass bereits in den 1980er Jahren ähnliche Argumente von der Securitate gegen ihn Gebrauch gefunden hätten. Am 11. September 2013 verlor Goma den Prozess.
Die Beteiligung Rumäniens am Holocaust hatte Goma als „Lüge“ bezeichnet.
Am 30. Januar 2007 wurde Goma die Ehrenbürgerwürde der Stadt Timișoara verliehen. Im Februar 2007 protestierten die Föderation der Jüdischen Gemeinden in Rumänien und der israelische Botschafter gegen diese Würdigung, da Goma Autor zahlreicher antisemitischer Artikel sei.
Am 5. April 2006 wurde Goma in die „Präsidiale Kommission für die Erforschung der kommunistischen Diktatur in Rumänien“ berufen. Neun Tage später wurde Goma vom Kommissionspräsidenten Vladimir Tismăneanu aus dieser Funktion entlassen, nachdem er Tismăneanu einen Mangel an moralischer und wissenschaftlicher Glaubwürdigkeit vorgeworfen und seine private Korrespondenz veröffentlicht hatte.

## Literarisches Werk
Gomas zahlreiche Werke (sowohl Belletristik als auch Sachbücher) wurden weltweit in zahlreiche Sprachen übersetzt; allerdings erschienen sie in Rumänien bis auf sein erstes Werk erst nach der Revolution von 1989, zwischen 1977 und 1989 erschienen seine Werke in Frankreich und in französischer Sprache.
Goma gab sein literarisches Debüt 1966 mit einer Kurzgeschichte, die in dem Buchbesprechungsblatt Luceafǎrul erschien. Goma arbeitete auch mit den Zeitungen Gazeta literarǎ, Viața românească und Ateneu zusammen. 1968 publizierte er seinen ersten Band mit Geschichten Camera de alături (deutsch Der Raum nebenan). Auf seinen Roman Ostinato und dessen Veröffentlichung 1971 in Westdeutschland folgte 1972 der Roman Ușa (deutsch Die Tür), der auch in Westdeutschland erschien. 1976 erschien sein Roman Gherla, noch vor seiner Emigration, aber bereits in französischer Sprache.
1977 folgte Dans le cercle (deutsch Innerhalb des Kreises); 1979 Garde inverse (deutsch Umgekehrte Wache) und Le Tremblement des Hommes (deutsch Das Zittern der Menschen); 1983 Chassée-croisé (deutsch Kreuzung); 1981 Les Chiens de la mort (deutsch Die Hunde des Todes), und 1986 Bonifacia. Das autobiografische Werk Le Calidor erschien 1987 in französischer und 1989 bzw. 1990 in rumänischer Sprache unter dem Titel Din Calidor: O copilărie basarabeană (deutsch In Calidor: Eine bessarabische Kindheit)
In seiner Gesamtheit beinhaltet Gomas literarisches Werk eine „überzeugende und grimmig-faszinierende Aufdeckung von totalitärer Unmenschlichkeit“, vor der, wie in seinem Fall, nicht einmal das Exil in einem fremden Land Sicherheit bot. In seinen späteren Romanen Bonifacia und In Calidor: Eine bessarabische Kindheit dominiert das biografische Element, und er fokussiert auf seine Kindheit und Jugend in Bessarabien. Mehrere Tagebücher werfen dann Licht auf sein späteres Leben, so wie Alte Jurnale (deutsch Andere Tagebücher) über seine Zeit in den USA im Herbst 1978, mehr noch über die Jahre 1994–1996. Das Jurnal I: Jurnal pe sărite (deutsch Tagebuch I: Sprunghaft, 1997); Jurnal II: Jurnal de căldură mare (deutsch Tagebuch II: Tagebuch der großen Hitze, 1997), über die Zeit von Juni und Juli 1989; Jurnal III: Jurnal de noapte lungă (deutsch Tagebuch der langen Nacht, 1997), über die Zeit von September bis Dezember 1993; sowie das Jurnalul unui jurnal 1997 (deutsch Das Tagebuch eines Tagebuches, 1997), welches sich mit diesem Jahr auseinandersetzt.

## Werke (Auswahl)
- Gherla. Totalitarism și literatura Estului. Humanitas, 1990 (rumänisch).
- Ostinato: Roman. Suhrkamp, Frankfurt am Main 1971, ISBN 3-518-06638-2.
- Roman intim. Edition Allfa, Bukarest 1999, ISBN 973-9477-06-2 (rumänisch).
- Die rote Messe: Roman. Thule, Köln 1984, ISBN 3-924345-00-7.
- Die Tür. Roman. Suhrkamp, Frankfurt am Main 1972, ISBN 3-518-02938-X.

## Ehrungen
- Ritter des Ordre des Arts et des Lettres, 1986
- Preis des moldawischen Schriftstellerverbandes, März 1992
- Preis des rumänischen Schriftstellerverbandes, 25. Mai 1992
- Ehrenbürgerschaft der Stadt Timișoara, 30. Januar 2007